# Fóthy János (újságíró)
Fóthy János, született Fleiner (Kaposvár, 1893. augusztus 15. – Budapest, 1979. augusztus 25.) magyar író, újságíró, művészeti kritikus, költő, műfordító. 

## Élete
Fleiner Mór (1858–1932) köz- és váltóügyvéd és Rozenthal Vilma (1875–1930) gyermekeként született zsidó családban. Tanulmányait szülővárosában kezdte és Budapesten fejezte be. Iskolái elvégzését követően újságíró lett. Az első világháborúban mint önkéntes, majd tartalékos tiszt vett rész és több kitüntetést szerzett. 1944-ben több hónapot töltött a Csepel-szigeti Horthyligeten létesített internálótáborban, s ott szerzett emlékeiről egy évvel később könyvben számolt be. Írásait szaklapokon kívül a Magyar Hírlapban, a Pesti Hírlapban és a Hétben közölte. Verseket és regényeket is írt.

## Főbb művei
- Üvegház (versek, Budapest, 1921)
- Die Perle (Igazgyöngy) (Budapest, 1924)
- Narcissus tükre (versek, Budapest, 1933)
- A csodálatos völgy (regény, Budapest, 1935)
- Csillagok útja (regény, Budapest, 1938)
- Léda és a hattyú (regény, Budapest, 194?)
- Horthy-liget – a magyar Ördögsziget (riportregény, Budapest, 1945)
- Segantini (Budapest, 1967)